# 朱識鋐
肅哀王朱識鋐（？—1643年），明朝第九代肅王，憲王朱紳堯的嫡第一子。他在萬曆四十二年（1614年）受封世子，天啟元年（1621年）襲封肅王。他在位二十二年。崇禎十六年（1643年），张献忠攻陷兰州，朱識鋐死於流贼之难被殺，明肅國滅亡。
| 前任者： 父憲王朱紳堯 | 明肅國國王 1621年－1643年 | 無 原因：西朝廷撤除封國 |